# بوجيو كاتينو
بوجيو كاتينو هي كومونا تقع في مقاطعة رييتي في منطقة لاتيوم الإيطالية ، وتتواجد على بعد حوالي 45 كيلومتر (28 ميل) من شمال شرق العاصمة الإيطالية روما وحوالي 20 كيلومتر (12 ميل) جنوب غرب مدينة رييتي . في 31 ديسمبر 2011 ، و بلغ عدد سكانها 1335 نسمة ومساحتها 15.0 كيلومتر مربع (5.8 ميل2) .

## تاريخ
أُنشئت القرية في نهاية القرن الحادي عشر، فوق تل موريكوني، من اجل إيجاد مساحة أكبر للبناء من تلك الموجودة بالقرب من قرية كاتينو، التي تأسست في القرن السابع، وفي الوقت الحالي تعتبر جزء صغير منها . يصف الاسم الجغرافي نفسه تضاريس المنطقة المبنية: التل (بوجيو) فوق حوض ( كاتينو ). قديمًا تحت حكم دير فارفا ، أصبحت جزءًا من مقاطعة بيروجيا ، بعد التوحيد الإيطالي (1861). منذ عام 1927 ، مع إنشاء مقاطعة رييتي، انتقل بوجيو كاتينو، وكذلك بقية المقاطعة الجديدة، من منطقة أومبريا إلى منطقة لاتسيو. 

## جغرافية
بوجيو كاتينو تعتبر جزء من منطقة تل سابينا التاريخية. تتواجد البلدية في حدود مدينةكانتالوبو في سابينا وفورانو وبوجيو ميرتيتو وروكانتيكا وساليسانو . 
قريتها الوحيدة ( فرازيوني ) هي قرية كاتينو القريبة (42°17′25.8″N 12°41′36.0″E / 42.290500°N 12.693333°E )، 1 كلم بعيدة ويبلغ عدد سكانها 112. 

## شخصيات
- غريغوريوس كاتينو (1060-1130) ، راهب ومؤرخ مسيحي

## روابط خارجية
- باللغة الإيطالية Poggio Catino official website
- باللغة الإيطالية Poggio Catino page on Sabina website